# Giovanni Valetti
Giovanni Valetti (Vinovo, 22 september 1913 - Avigliana, 28 mei 1998) was een Italiaans wielrenner.

## Belangrijkste overwinningen
1933
- Ronde van Lazio

1936
- GP de Fréjus

1937
- 3e etappe Ronde van Italië

1938
- 4e etappe deel A Ronde van Italië
- 7e etappe deel A Ronde van Italië
- 15e etappe Ronde van Italië
- Eindklassement Ronde van Italië
- Bergklassement Ronde van Italië
- 3e etappe Ronde van Zwitserland
- 4e etappe Ronde van Zwitserland
- Eindklassement Ronde van Zwitserland

1939
- 6e etappe deel B Ronde van Italië
- 13e etappe Ronde van Italië
- 16e etappe Ronde van Italië
- Eindklassement Ronde van Italië

## Resultaten in voornaamste wedstrijden
| Jaar | Ronde van Italië | Ronde van Frankrijk | Ronde van Spanje |
| ---- | ---------------- | ------------------- | ---------------- |
| 1936 | 5e               |                     |                  |
| 1937 | ↑ (1)            | opgave              |                  |
| 1938 | ↑ (3)            |                     |                  |
| 1939 | ↑ (3)            |                     |                  |
| 1940 | 17e              |                     |                  |
| 1941 |                  |                     |                  |

| Jaar | Milaan-San Remo | Ronde van Lombardije |
| ---- | --------------- | -------------------- |
| 1936 | 22e             |                      |
| 1937 | 22e             |                      |
| 1938 |                 |                      |
| 1939 |                 |                      |
| 1940 | 35e             | 10e                  |
| 1941 | 16e             |                      |

- Gemeinsame Normdatei: 137357524
- International Standard Name Identifier: 0000 0000 5558 0779
- Library of Congress Control Number: no2008166244
- Virtual International Authority File: 51517350
- WorldCat: E39PBJp63h7tTvrKrhQbMMT8md